# 捷克财政部

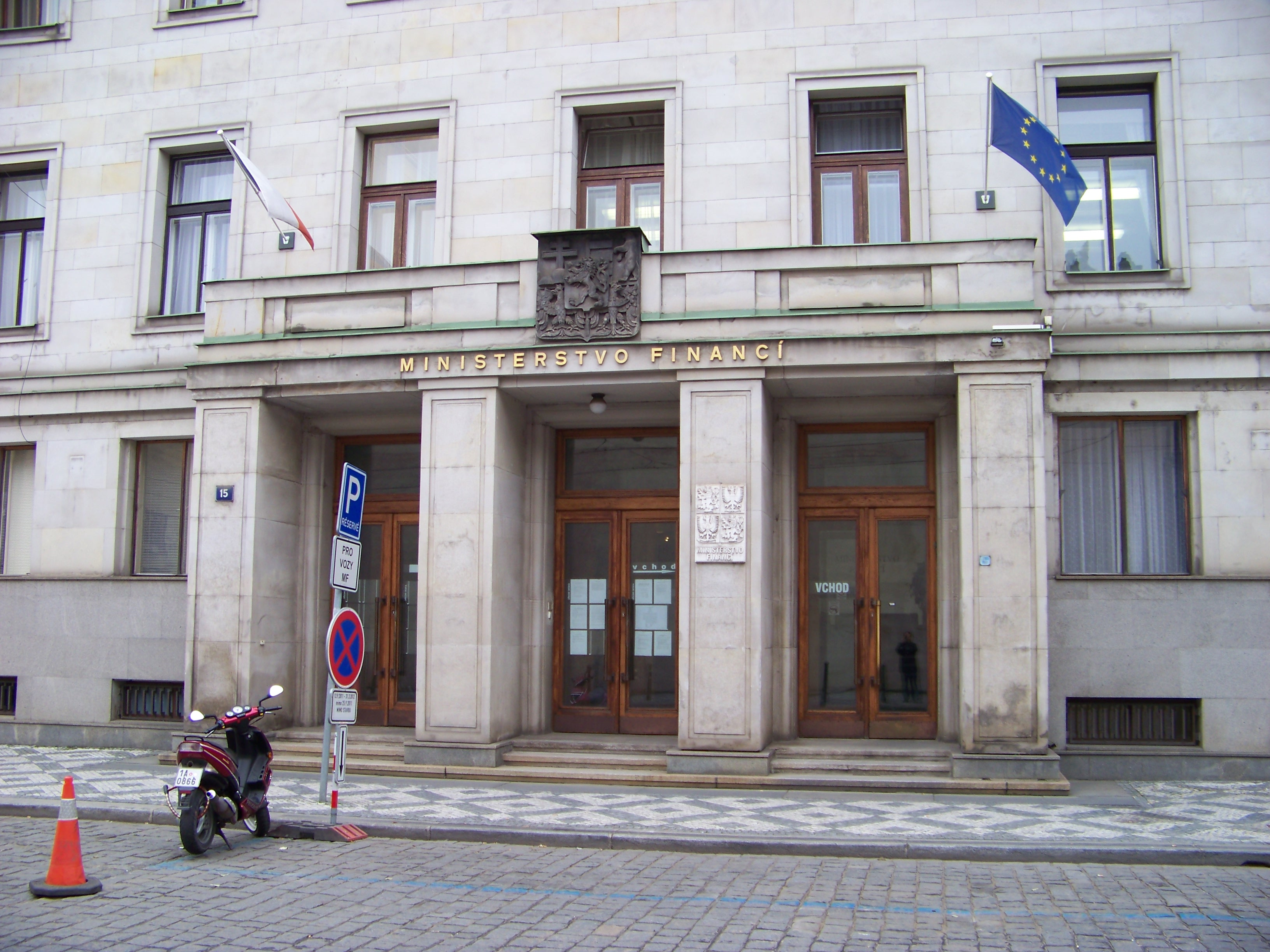
捷克财政部大楼

捷克共和国财政部（Ministerstvo financí České republiky），捷克政府部门之一，1969年设立。捷克财政部办公地位于布拉格小城。

## 历任财政部长
- Ivan Kočárník，1993-1997年
- Ivan Pilip，1997年-1998年7月22日
- Ivo Svoboda，1998年7月22日-1999年7月20日
- Pavel Mertlík，1999年7月21日-2001年4月12日
- 伊日·鲁斯诺克，2001年4月13日-2002年7月15日
- 博胡斯拉夫·索博特卡，2002年7月15日-2006年9月4日
- 弗拉斯蒂米尔·特卢斯提，2006年9月4日-2007年1月9日
- 米罗斯拉夫·卡卢赛克，2007年1月9日-2009年5月8日
- 爱德华·雅诺塔, 2009年5月8日-2010年7月13日
- 米罗斯拉夫·卡卢赛克，2010年至7月13日-2013年7月10日
- 扬·菲舍尔，2013年7月10日-2014年1月29日
- 安德烈·巴比什，2014年1月29日至2017年5月24日
- 伊萬·皮爾尼（英语：Ivan Pilný），2017年5月24日－